# Bahlingen am Kaiserstuhl
Bahlingen am Kaiserstuhl è un comune tedesco di 3 823 abitanti, situato nel land del Baden-Württemberg.